# Jules Michelet
Jules Michelet (født 21. august 1798 i Paris, død 9. februar 1874 i Hyères) var en fransk historiker.
Han var søn af en bogtrykker, der levede under vanskelige forhold, men dog lod sønnen studere. Michelet tog med stor iver fat på dels filosofiske, dels historiske studier, og allerede 1819 opnåede han doktorgraden ved to afhandlinger: Vies de Plutarque og L'Idée de l'infini d'après Locke. Han blev derefter lærer i historie ved en lærd skole i Paris, og til brug ved undervisningen der udgav han først 1824 to skolebøger, siden 1829 sin Précis d'histoire moderne, en oversigt af stor værdi. Samtidig beskæftigede han sig stadig med forkærlighed med filosofi og oversatte en del filosofiske værker. 1827 blev han lærer i historie og filosofi ved École normale supérieure, men han måtte to år efter opgive filosofien. Han gjaldt ved denne tid endnu for en troende katolik; 1816 var han blevet grebet af stærk religiøs iver og havde ladet sig døbe, og en tid bevarede han disse anskuelser. Så kom imidlertid Julirevolutionen 1830, der førte ham over til vidtgående radikale anskuelser og dermed bort fra katolicismen. Opfyldt af sine nye ideer fattede han planen til et stort værk, omspændende hele Frankrigs historie. Allerede 1833 udkom de to første bind deraf samtidig med en lille oversigt Précis de l'histoire de France. De følgende 10 år fortsattes det store værk og førtes i 4 nye bind frem til middelalderens slutning. Skønt han ved École normale viar en stærkt beundret lærer, søgte han dog nu bort derfra for 1838 at overtage en lærerpost ved Collège de France, hvor han bedre kunde indrette sit arbejde, som han havde lyst til. Et resultat af hans forelæsninger der blev en række værker af historisk-filosofisk karakter: Les Jésuites, Du Prêtre, De la Femme, De la Famille, Le Peuple. Han afbrød i disse år sit arbejde på den store Frankrigshistorie for at skrive sin Histoire de la Révolution (7 bind, 1847—53), hvortil 1854 føjedes: Les Femmes et la Revolution. 1849, da Napoleon III havde taget magten, blev han suspenderet fra sin lærerstilling og 1851 afsat, men dette hindrede ikke fortsættelsen af hans arbejde. Han genoptog nu den store Frankrigshistorie og førte den 1855—67 i 11 nye bind frem fra middelalderens slutning til 1789. Derefter begyndte han en Histoire du XIX siècle, hvoraf dog kun 1. del udkom i hans levetid 1872, imedens 2 bind, der gik til 1815, udgavs 1875. I 1871 efter krigen, der greb ham dybt, udgav han La France devant l'Europe. I 1850'erne og 1860'erne udgav han desuden en del filosofiske betragtninger L'Amour (1858), La Femme (1859), La Sorcière (1862), La Bible de l'humanité (1864), Nos Fils (1869), desuden i samvirken med sin anden hustru nogle naturfilosofiske værker som L'Oiseau (1856), L'Insecte (1869), De la Mer (1861), De la Montagne (1868). Efter hans død har endelig hans enke udgivet to samlinger rejsebeskrivelser: Rome (1890) og Sur les chemins de l'Europe (1894). Michelet hører til franskmændenes kæreste forfattere. Hans værker er langfra altid strengt videnskabelige, men han bygger dog på de oprindelige kilder, og han har med største kunst vidst at benytte disse til at lade fortiden leve op igen for læserne; der er over hans skildringer et liv og en farve, der stiller dem højt som litterære ydelser. Selv mente han, at det egentlig var en historiens filosofi, han skrev til lære for samtiden; hans filosofi er yderst personlig og omtvistelig, men den bringer overalt nye originale synspunkter frem og er højst tankevækkende. I stigende grad beherskedes hans opfattelse af Frankrigs historie af revolutionsideerne; de mest fremskredne partier fandt i ham en varm talsmand, og mest af alt fremdrog han massernes historie, der hidtil så ofte var trådt i skygge for hofhistorien.